# Ica Vilander
Ica Vilander, née le 20 décembre 1921 et morte le 22 avril 2013 à Hambourg, est une photographe allemande.

## Biographie
Après avoir suivi un apprentissage de photographe, Ica Vilander a vécu à Berlin à partir de 1944. Elle a commencé à étudier le graphisme et la photographie expérimentale à l'École supérieure des beaux-arts de Berlin avec Heinz Hajek-Halke. Dès 1959, premières publications. Dans le magazine pour jeunes TWEN, des études d'inspiration journalistique sur l'artiste de cabaret Wolfgang Neuss (8/1962) et sur Ica Vilander elle-même, l'essai photographique Meine Oma fotografiert Akt (4/1967). L'essai était motivé par son style de vie, qui était devenu le modèle d'une femme joyeuse et anticonformiste. Elle vivait alors en étroite communauté avec la famille hippie de son fils Helge.
Vilander vivait en dernier lieu à Hambourg.
Ica Vilander a inspiré Werner Klett pour le film Die Augen der Ica Vilander (1968) et a participé au long métrage Übungen mit Darstellern (1968) de Werner Schroeter. On trouve des travaux photographiques d'elle en incrustation dans le film Das Brot der frühen Jahre (1962) de Herbert Vesely, d'après Heinrich Böll. Elle a réalisé des couvertures de livres pour les maisons d'édition Rowohlt et Heyne. À partir de 1980, elle s'est complètement retirée de la vie publique.
Les originaux d'elle sont rares, beaucoup ont été détruits et ne peuvent plus être vus que sous forme d'images dans TWEN ou dans ses livres akt apart, La femme vue par une femme (1967), akt abstrakt (1968), akt adonis (1969) et vive le sexe (1970).
Vilander a fait des portraits de Hildegard Knef, Helene Weigel, Gregory Corso, Maurice Béjart et Sidney Poitier, par exemple. Elle a également attiré l'attention internationale avec ses photos de nus. En 1969, le magazine d'information Der Spiegel l'a qualifiée de « photographe de nus la plus célèbre d'Allemagne ».

## Publications
- La femme vue par une femme  (préf. Cecil Saint-Laurent), Éditions de la Table Ronde, 1967, 122 p., in-4